# Carnaval da Bahia

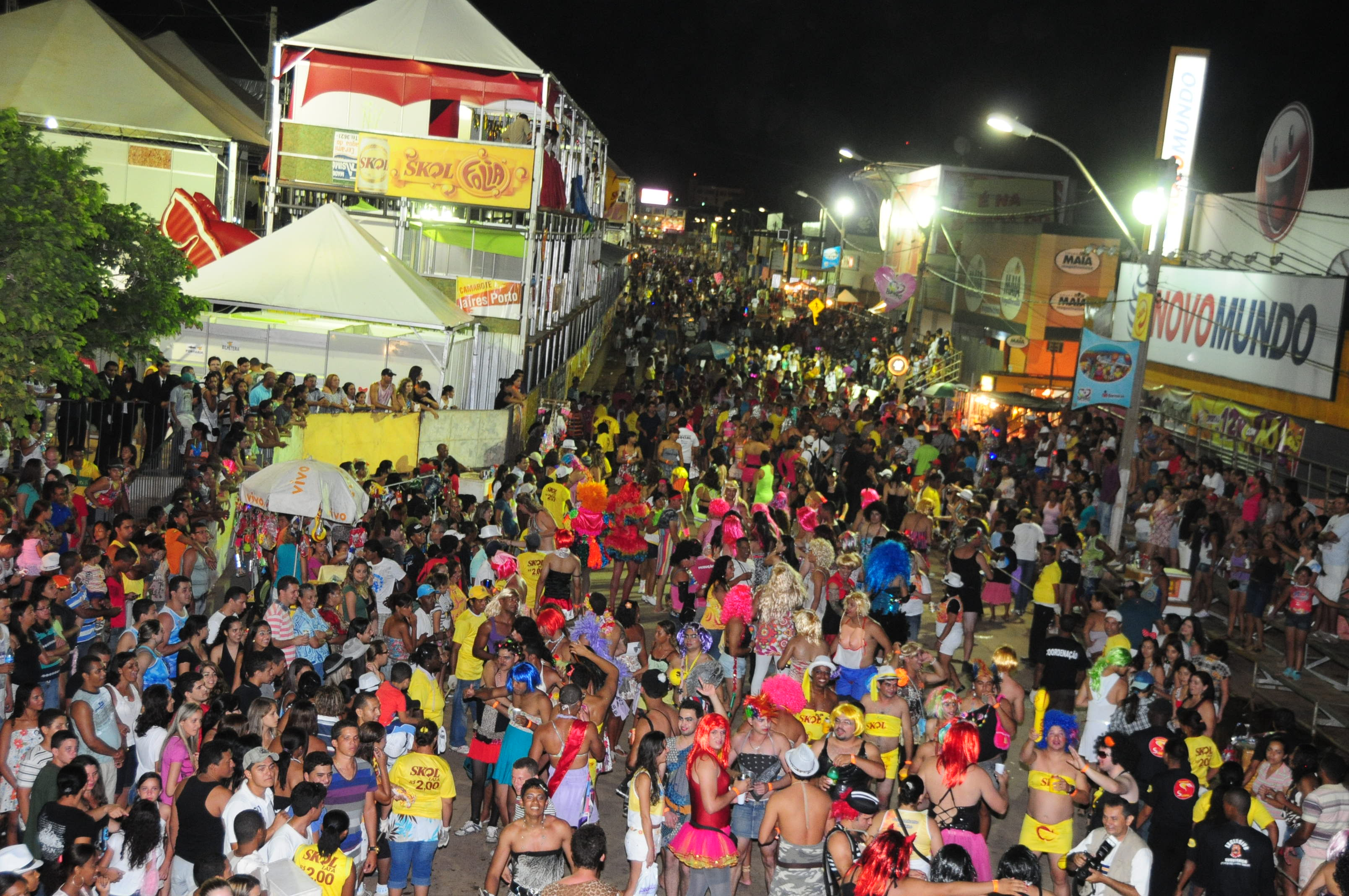
Em 2012, o desfile do bloco As Raparigas no carnaval de Barreiras

O carnaval da Bahia se refere às festas de momo ocorridas no estado brasileiro da Bahia. O Carnaval de Salvador é o principal do estado, mas também são importantes os de Porto Seguro, Maragogipe, Juazeiro, Ilhéus, Barreiras e Mata de São João. O carnaval maragojipano existente há mais de 100 anos, reúne as tradicionais fantasias usadas nos carnavais do século XIX, aos moldes dos entrudos. No carnaval soteropolitano os abadás tomam corpo na festa, que exige a compra para poder brincar no bloco do cantor(a), já o folião "pipoca" pode curtir o carnaval gratuitamente seguindo o trio elétrico fora do cordão de isolamento.
Em 2014, o carnaval de Ilhéus ocorreu no circuito desde a Praça Dom Eduardo ao Edifício Santa Clara, policiado por 105 membros da Polícia Militar da Bahia (PMBA). No mesmo ano, o governo estadual investiu parte do orçamento público, cerca de 60 milhões de reais, nos festejos carnavalescos da capital e das cidades de Porto Seguro, Ilhéus, Barreiras e Maragogipe.